# 周祖谟
周祖谟（1914年11月19日—1995年1月14日），字燕孙，中国文字、音韵、训诂、文献学家。北京人，祖籍浙江杭州。1932年考入國立北京大學中国语言文学系。从罗常培学音韵学，毕业论文《篆隶万象名义中之原本玉篇音系》。1936年考入中央研究院历史语言研究所语言组，和董同龢同寝。
北大毕业前受史语所委託校勘宋本《广韵》，1938年《广韵校本》北京商务印书馆出版。1958年《汉魏晋南北朝韵部演变研究》第一分册（与罗常培合著）科学出版社出版。
《中国语文》1952年第7期刊载《教非汉族学生学习汉语的一些问题》，是中国对外汉语教学的第一篇论文。 